# Lista de personagens de Promessas de Amor
Esta é uma lista de personagens fictícios da novela Promessas de Amor.

## Personagens principais
Sofia (Renata Dominguez)
Professora do Ensino Médio, é filha única e perdeu os pais em um acidente. Se envolveu com Juan, marginal barra-pesada que, após uma tentativa de separação, tenta matá-la. Em um disparo acidental, ele é quem acaba morrendo. É salva por Amadeus, por quem se apaixona. Os dois se casam e vão morar juntos no Rio, onde ela consegue emprego no Colégio Novo Ensino. Mesmo fiel a Amadeus, é levada a acreditar que ele a traiu com Armanda.
Amadeus/Bernardo (Luciano Szafir)
Campeão de hipismo e de excelente caráter, é apaixonado por Sofia. Sente ciúmes dela quando os dois se mudam para o Rio de Janeiro. Percebe que Nestor tem interesse em sua mulher e acaba criando uma crise conjugal ao mesmo tempo em que é assediado por Armanda. Depois de sofrer um atentado, assume a personalidade do empresário Bernardo Cordeiro e promete vingança.
Nestor (Léo Rosa)
Playboy rico e mimado e filho de Camargo, é obrigado pelo pai a trabalhar na secretária do Colégio Novo Ensino. Se encanta por Sofia de tal forma que pretende separá-la de Amadeus. Se envolve com a ex-prostituta Armanda, e a sustenta. Usa a moça para tentar terminar com o romance de Sofia. Contrata Grilo para ajudá-lo a cometer seus crimes.
Armanda (Bianca Castanho)
Ex-prostituta, muito atraente, sedutora e dissimulada. Se encanta por Nestor, que passa a usá-la a seu bel prazer. O rapaz deixa claro que não a ama, mas passa a sustentá-la para que faça parte de seu plano de separar Amadeus e Sofia.
José da Silva Valente (Marcos Pitombo)
Namorado de Nati. Sempre a serviço do bem, fundará a ONG com Nati e outros mutantes do bem. Também será perseguido por Gabriela e fará de tudo para proteger Lúcio e Juno, que serão seus pais no futuro.
Nati (Maytê Piragibe)
Namorada de Valente, uma jovem belíssima, decente e muito ética. Sempre a serviço do bem, a ex-mutante vampira é uma das fundadoras da ONG e será perseguida por Gabriela e por Ferraz.
Gabriela (Carolina Holanda)
Médica, antes era honesta e ética, mas quando Valente resolveu ficar com Nati, virou vilã, e tentará a todo custo separá-los. Irá se unir a Ferraz. Vira vampira no decorrer da novela.

## Personagens secundários
Isabel (Sylvia Bandeira)
Professora de Biologia, esposa de Camargo. Vai dar a volta por cima e tomar o colégio de Camargo, entrando em conflito com ele, depois que descobre que seu marido a traiu com Cristina. Tenta sair da depressão em contato com os jovens mutantes.
Camargo (Paulo Figueiredo)
Dono do Colégio Novo Ensino, é um homem culto e amargo. Foi um pai ausente, mais preocupado com o colégio do que com seus filhos Nestor e Silvia e sua esposa Isabel. Camargo maltrata e humilha muito Isabel, e deseja secretamente Cristina, até torna-se amante dela.
Cristina (Françoise Forton)
Viúva, ganha a vida dando aulas de Matemática no Colégio Novo Ensino e vive um romance secreto com Camargo. Mãe de Grilo, Cristina tentará se apoderar de Camargo e do colégio.
Juno (Carla Diaz)
Tem os superpoderes da comunicação, mas vai crescer ao lado de péssimas influências. Tem, à princípio, grande antipatia por Lúcio. Mas, se Juno não se relacionar com Lúcio, Valente (o homem do futuro, que ela considera louco) não nascerá. Rebelde, indomável e voluntariosa, sua revolta é metafísica.
Lúcio (Celso Bernini)
O menino de luz superpoderoso se apaixona por Juno. Mas ao contrário da moça, Lúcio vai ser criado com valores morais e éticos e tenta passar isso para Juno. Tem de se relacionar com Juno para que Valente nasça.
Beto (Felipe Folgosi)
Faz parte do Depecom e participa de grandes e verdadeiras aventuras cumprindo suas missões em busca da proteção dos mutantes, assumindo ainda a identidade de "O Enigma".
Aline (Milena Ferrari)
Tem um relacionamento amoroso com Beto, mas viverá uma séria crise com ele. É agente do Depecom.
Leonor (Lígia Fagundes)
Mãe de Lúcio, o menino que salvará o mundo, segundo a profecia. Irá proteger o filho e fará parte da ONG que protege os mutantes em perigo.
Felipe (Jorge Pontual)
Pai de Juno, Felipe é um ex-vampiro. Faz parte da ONG e tenta salvar a filha a qualquer custo. Se apaixona por Leonor.
Perpétua (Pathy Dejesus)
Mutante com poderes elétricos, capaz de soltar faíscas e de dar choques mortais. Fica escondida na ONG.
Ísis (Louise D´Tuani)
Com o poder de ficar invisível, a mutante se enconde na ONG que protege os mutantes em perigo.
Gór (Julianne Trevisol)
Fria e calculista, a mutante com o poder de hipnotizar pessoas e mutantes volta a querer dominar o mundo ao lado dos mutantes do mal.
Metamorfo (Sacha Bali)
Mutante do mal com o poder de se transformar em qualquer pessoa e de ficar invisível. Trai Gór.
Lino/Drácula (Mário Frias)
O vampiro da Liga Bandida sequestra Juno em parceria com Bianca. Pai de Lúcio, o menino da luz.
Bianca (Nanda Ziegler)
Mãe de Juno, mesmo curada do vampirismo, passa para o lado do mal após se envolver com Lino.
Ferraz (Juan Alba)
Delegado inescrupuloso e corrupto do Depecom, irá aliar-se secretamente à Liga Bandida. Garcia será seu novo ajudante.
Aquiles (Sérgio Malheiros)
Irmão de Ágata, é um mutante com supervelocidade. Faz parte da Liga do Bem e vai se envolver com Silvia.
Ágata (Juliana Xavier)
Mutante com genes de águia, tem visão telescópica e microscópica e faz parte da Liga do Bem. Irmã de Aquiles, namora Eugênio.
Pit (Ricky Tavares)
Menino que tem um gênio forte, arrogante e rebelde. Não gosta dos mutantes e nem da professora Sofia, adora uma confusão e é muito encrenqueiro.
Eugênio (Pedro Malta)
Mutante superdotado, tem uma inteligência de gênio e faz parte da Liga do Bem. Irmão de Clara e Ângela, é apaixonado por Ágata.
Ângela (Júlia Maggessi)
Irmã de Clara e Eugênio, tem o poder de voar graças às asas que possui. Faz parte da Liga do Bem.
Clara (Shaila Arsene)
Mutante com o poder da cura. Pode curar qualquer ferimento e salvar todos os seres humanos infectados pelo vírus mutante.
Vavá (Cássio Ramos)
Menino mutante da Liga do Bem, tem genes de lobo e uma super-agilidade.
Carvalho (Rocco Pitanga)
Advogado e casado com Cléo, oferece seu apartamento para que se torne um dos refúgios para os mutantes em fuga.
Cléo (Giselle Policarpo)
Casada com Carvalho, possui o dom da intangibilidade, que lhe dá o poder da sobrevivência. Irá esconder sua condição de mutante.
Cris (Maurício Ribeiro)
Mutante com o poder de controlar os elementos naturais: fogo, terra, ar, água; e o magnetismo terrestre. Tentará reencontrar Iara.
Telê (Rômulo Neto)
Homem-telepático, consegue dominar as mentes humanas e pertence à Liga Bandida. Pode matar com o poder de seu pensamento.
Draco (Rômulo Estrela)
Outro mutante da Liga Bandida. É o Homem-fogo, mutante superpoderoso que lança chamas contra seus oponentes.
Melquior (Elcio Monteze)
Estuda no colégio e vem para a superfície junto com o primo Luciano com o objetivo de encontrar mulheres para gerarem a nova geração de Atlantes. Apaixona-se por Ísis.
Luciano (Arthur Lopes)
Se matricula no Colégio Novo Ensino após se reencontrar com seus amigos da Liga do Bem.
Pepe (Perfeito Fortuna)
Irá ensinar artes e teatro no Colégio Novo Ensino e ajudará a cuidar dos jovens mutantes.
Érica/Mulher-biônica (Andréa Avancini)
Mulher-biônica, será professora de história no Colégio Novo Ensino e irá proteger os jovens mutantes.
Tonho (Adriano Reys)
Pai de Amadeus. É profundamente apaixonado por poesia e literatura. Viúvo há muitos anos, vive para cuidar de seu filho e da Pousada.
Renata (Gorete Milagres)
Conservadora, mas muito engraçada, a inspetora do Colégio Novo Ensino é temida pelos alunos, mas também muito amada por eles.
Silvia (Nathália Lima Verde)
Filha de Camargo e Isabel e irmã de Nestor, ela apaixona-se por Aquiles, sem saber que ele é mutante. Será obrigada a confrontar o pai e o irmão e vai chegar a fugir de casa para viver o seu amor.
Hiromi (Paula Palmieri)
Agente do Depecom, vai ajudar a Liga do Bem, mesmo correndo o risco de ser descoberta.
Cláudia (Roberta Valente)
Agente do Depecom, também vai ajudar a Liga do Bem em segredo.
Marli (Patrícia Werneck)
Filha de Renata. Mutante com o poder de controlar os fenômenos naturais. (Como Cris)Igual aos jovens mutantes, esconde seus dons por medo do preconceito.